# La mirada crítica
La mirada crítica és un programa informatiu de televisió emès per la cadena Telecinco a Espanya. S'emet de dilluns a divendres de 8:55 a 10:30 del matí.

## Format
La mirada crítica és un espai d'informació, opinió i anàlisi política i de l'actualitat social i econòmica estatal, que inclou una entrevista a un personatge rellevant del panorama espanyol i una tertúlia.

## Història
La mirada crítica neix al gener de 1998 quan Telecinco, una vegada superada l'etapa en què el gruix de la programació el constituïen espais d'entreteniment, vol reforçar la seva aposta pels programes informatius. El programa, amb una estructura molt similar a la de Los desayunos de TVE, que comença a emetre Televisió Espanyola tres anys abans, comença com una secció en l'informatiu Las noticias. Buenos días d' Informativos Telecinco, presentat per Glòria Serra i Ramos i Toni Garrido. Es tracta d'una tertúlia política amb la participació de periodistes com Melchor Miralles, Manu Leguineche, José Luis Balbín, José Oneto, Juan Tapia, José Antonio Zarzalejos, Justino Sinova i Fermín Bocos. Els debats són moderats, de dilluns a dijous, per Glòria Serra i els divendres, per Vicente Vallés.
Des del 12 de febrer de 2001, l'espai deixa de ser una secció de l'informatiu matinal, per a passar a ser un programa més de la graella. Aquesta renovació coincideix amb l'arribada, a la direcció i presentació, de la periodista madrilenya Montserrat Domínguez. En aquesta etapa s'incorporen a la tertúlia política periodistes com Juan Cruz, Ernesto Ekaizer, Miguel Ángel Aguilar, Josto Maffeo o Antonio Casado.
Després del fitxatge de Domínguez el 2004 per Antena 3, el responsable del programa passa a ser, una altra vegada, Vicente Vallés.
Des de l'1 de setembre de 2008, aquest informatiu matinal està presentat per la periodista María Teresa Campos, acompanyada de tertulians com Alfredo Urdaci, Isabel San Sebastián i María Antonia Iglesias. En el seu primer programa, fa una entrevista a l'aleshores president del Govern espanyol José Luis Rodríguez Zapatero. En caure malalta de càncer, María Teresa és substituïda uns mesos per Yolanda Benítez. En 2009, el programa és cancel·lat i substituït per una edició matinal d'Informativos Telecinco, i així es posa punt final definitiu al programa el 26 de juny de 2009.
L'11 de juliol de 2023, es va anunciar que Telecinco recuperaria el format en els seus nous matins, amb Ana Terradillos al front juntament amb Antonio Texeira, aquesta vegada produït per Unicorn Content. Aquesta etapa del programa dona començament l'11 de setembre del mateix any.
Pel plató de La mirada crítica han desfilat alguns dels més destacats polítics espanyols de finals del segle XX i de principis del segle XXI. Per citar-ne només alguns: Felipe González, José Luis Rodríguez Zapatero, María Teresa Fernández de la Vega, José Bono, Mariano Rajoy, Santiago Carrillo, Joaquín Leguina, Esperanza Aguirre, Ángel Acebes, Alfredo Pérez Rubalcaba o Manuel Fraga.

## Presentadors
- Glòria Serra i Ramos (1998-2001)
- Vicente Vallés (1998-2000, 2004-2008)
- Montserrat Domínguez (2001-2004)
- María Teresa Campos (2008-2009)
- Yolanda Benítez (2009)
- Ana Terradillos (2023-actualitat)